# 村田恵里
村田 恵里（むらた えり、1968年11月27日 - ）は、日本の元歌手。所属事務所はキャンプ→研音。三重県四日市市出身。堀越高等学校卒業。身長154cm、血液型はA型。改名歴は村田恵里→橋本舞子→ERINA→FUNNY GENE。

## 人物
1984年、第3回ミス・セブンティーン・コンテストにて18万人の応募者から渡辺美里と共に歌唱賞を受賞。松田聖子の「セイシェルの夕陽」を歌う。入場時には階段で思いきり転び、会場は笑いの嵐になった。その後、CBS・ソニーにスカウトされ、芸能界入り。
1985年、CBS・ソニーより「オペラグラスの中でだけ」で、アイドル歌手でデビュー。同期デビューの森口博子とは堀越高校の同級生かつ親友であり、当時はまだお互いに仕事に恵まれていなかったため、皆勤賞を受賞した。しかし、2人で仕事があると装って学校を休み、遊んだりもしていた。多数のレコーディング済みの未発表曲を残して移籍した後の2005年には、ソニー・ミュージックダイレクトより、CBS・ソニー時代に発売した全音源を収録したベスト盤のCDが発売され、未発表曲も収録された。
1988年、「橋本舞子」に改名してユーメックスへ移籍し、「TARO」で再デビュー。それに前後して『アイドル伝説えり子』などアニメ作品の主題歌を多数歌いながら、ライブ活動を定期的に行う。
1992年、「ERINA」に改名。研音・フォーライフ・レコードと契約、「GIRLS GO MANIAC」で再々デビュー。R&B色強い楽曲のシングル4枚、アルバム2枚を発売。
1996年、バックコーラスとして宇都宮隆のコンサートツアーなどに参加する。
1997年、「FUNNY GENE」というユニットを組み、キングレコードよりシングル4枚、アルバム1枚を発売する。フジテレビ系テレビドラマ『ハッピーマニア』挿入歌およびワコール「ベビーヒップ パンツ」CMソングに起用された「Love2 Power」がスマッシュヒット。しかし、1999年6月にFUNNY GENEは解散する。
2010年、友人の麻倉あきらがライブ「麻倉あきら Birthday LIVE 2010」を開催した際、彼女へ会いに行っている。また、麻倉との縁から『豊田おいでんまつり』へ「橋本舞子」名義で参加してライブを行い、テーマソング「おいでん」も歌う。2012年、歌手としては引退済であるが、「おいでん」がエフエムとよたより発売された。

## ディスコグラフィ

### 「村田恵里」名義
シングル
| 発売日         | レーベル    | 規格品番  | 曲名                   | 作詞/作曲/編曲                                   |
| -------------- | ----------- | --------- | ---------------------- | ------------------------------------------------ |
| 1985年6月21日  | CBS・ソニー | 07SH 1658 | オペラグラスの中でだけ | 作詞：康珍化 / 作曲：亀井登志夫 / 編曲：井上鑑   |
| 1985年6月21日  | CBS・ソニー | 07SH 1658 | ムーンカフェの自転車   | 作詞：康珍化 / 作曲：亀井登志夫 / 編曲：井上鑑   |
| 1986年10月22日 | CBS・ソニー | 07SH 1833 | TOKYO,CITY OF WONDERS. | 作詞：松本一起 / 作曲：佐藤健 / 編曲：佐久間正英 |
| 1986年10月22日 | CBS・ソニー | 07SH 1833 | 勇気のないDream        | 作詞：松本一起 / 作曲：山川恵津子 / 編曲：井上鑑 |
アルバム
- ソニー・ミュージックダイレクトより発売。
  - 「アイドルミラクルバイブル 高橋美枝・渡辺千秋・村田恵里」（2005年11月30日）ベスト盤

楽曲提供
- 奥田美和子「ZERO」 - 作詞
- 高橋由美子「今までどんな恋をしてきたんだろう」「Cotton Time」 - 作詞

### 恵里（村田恵里）名義
A1 TOKYO,CITY OF WONDERS. A2 勇気のないDream B1 めぐり逢う奇跡（作詞松本一起 作曲:杉真理 編曲:井上鑑） B2 CHANGE FACE（作詞:松本一起 作曲:杉真理 編曲:井上鑑）（12" Single CBS/SONY CJS 001 1986? Hong Kong Only）
「TOKYO,CITY OF WONDERS.」は JALTOKYOキャンペーンイメージソング。香港のみで発売の4曲入り12インチ発売後に前述の「アイドルミラクルバイブル」に「めぐり逢う奇跡」「CHANGE FACE」が収録され、2nd singleまでのCBS・ソニーでの日本語録音曲が全発売になった。この時点でアルバム1枚分のストックがあったらしい。

### 「橋本舞子」名義
シングル
- ユーメックスより発売。
  - 「まぼろしの街」（1988年8月28日） - OVA『レイナ剣狼伝説II』オープニングテーマ
  - 「TARO」（1988年10月26日）
  - 「UNCHAINED HEART」（1989年4月26日） - テレビアニメ『アイドル伝説えり子』エンディングテーマ
  - 「Say,Yes!」（1990年2月7日） - OVA『バブルガムクライシス PART7 DOUBLE VISION』主題歌

- エフエムとよたより発売。
  - 「おいでん」（2012年） - 『豊田おいでんまつり』のテーマソング

アルバム
- ユーメックスより発売。
  - 「レイナ剣狼伝説II」（1.まぼろしの街 / 10.WE CAN GET PEACE）
  - 「レイナ剣狼伝説III」（1.愛の戦士 / 17.永遠のララバイ）
  - 「バブルガムクライシス PART7 DOUBLE VISION」（1.Say,Yes! / 11.Never The End）

### 「ERINA」名義
シングル
- フォーライフ・レコードより発売。
  - 「ガールズゴーマニアック」（1992年3月21日）
  - 「こんな雨の日に抱かれたら」（1992年10月21日）
  - 「世界でいちばんビンカンな場所」（1992年12月23日、1994年6月17日〈再発売〉）

アルバム
- フォーライフ・レコードより発売。
  - 「Girls go maniacs」（1992年3月21日）
  - 「ピーター・パニック」（1993年3月19日）

### 「FUNNY GENE」名義
シングル
- キングレコードより発売。
  - 「MOON」（1997年11月6日） - フジテレビ系『ごごいち』エンディングテーマ、雪印乳業「雪印牛乳」CMソング
  - 「愛のワクチン」（1998年3月4日） - テレビ東京系『対決!マイベスト10』オープニングテーマ
  - 「Love2 Power」（1998年8月26日） - フジテレビ系テレビドラマ『ハッピーマニア』挿入歌、ワコール「ベビーヒップ パンツ」CMソング
  - 「Freeze」（1999年1月27日） - フジテレビ系『パパアミーゴ!』オープニングテーマ

アルバム
- キングレコードより発売。
  - 「Melting Colors」（1999年2月3日）